# LMDh

Logo da categoria GTP da IMSA SportsCar Championship onde estão habilitados os LMDh a participarem.

Logo da categoria Hypercar do FIA World Endurance Championship onde estão habilitados os LMDh a participarem.

Um LMDh é o tipo de protótipo de carro esportivo que será usado como a classe superior do Campeonato Mundial de Endurance da FIA, ao lado dos Hipercarros de Le Mans, e também servirá como a classe superior do Campeonato IMSA WeatherTech SportsCar. Os regulamentos do LMDh foram criados em conjunto pela International Motor Sports Association (IMSA), o Automobile Club de l'Ouest (ACO) e a Fédération Internationale de l'Automobile (FIA). A classe servirá como sucessora da classe Daytona Prototype International, com a classe utilizando regulamentos que foram planejados para se tornarem o conjunto de regras de próxima geração do Daytona Prototype International.

## História

### DPi 2.0
Após a transição do Campeonato Mundial de Endurance da FIA para um calendário de inverno em 2018, a IMSA anunciou em janeiro de 2018 que estenderia os períodos de homologação para máquinas de especificação LMP2, DPi e GTE no WeatherTech SportsCar Championship por mais um ano. Isso atrasaria os períodos de homologação no campeonato em cerca de seis meses, o que exigiu a prorrogação da homologação do IMSA. Como tal, os carros DPi e LMP2, que foram originalmente confirmados por um período de quatro anos até 2020, seriam agora elegíveis para competição pelo menos até o final da temporada de 2021. Apesar dos pedidos dos fabricantes para manter a plataforma DPi e os regulamentos para a temporada de 2022, o então presidente da IMSA, Scott Atherton, anunciou que a IMSA estava procurando outras opções além de uma extensão adicional da vida útil da plataforma DPi.
Em 6 de maio de 2019, a IMSA anunciou que o conjunto de regras DPi de próxima geração, conhecido como DPi 2.0, seria uma evolução baseada na atual plataforma baseada em LMP2, apresentando tecnologia híbrida de um único fornecedor, com tensão de alimentação não confirmada. Poucos dias depois, o vice-presidente de competição da IMSA, Simon Hodgson, afirmou que as regulamentações DPi de próxima geração deveriam apresentar medidas de estilo aumentadas, abrindo mais áreas onde os fabricantes pudessem adicionar dicas de estilo. Hodgson também indicou que o escopo ampliado para dicas de estilo também pode vir ao lado de regulamentos que ditam o nível mínimo de estilo exigido de cada fabricante.
Em 24 de junho de 2019, foi revelado que a IMSA havia mantido discussões com os fabricantes sobre a incorporação da tecnologia híbrida no conjunto de regras DPi de próxima geração, com os fabricantes no comitê de direção do DPi 2.0 dividido sobre o nível de eletrificação nos sistemas híbridos. Os conceitos de eletrificação propostos incluíam sistemas de alta e baixa tensão de custos variáveis. Uma outra reunião realizada no final de junho viu um sistema de 400 volts, fornecendo na faixa de 70-90 kW (90-120 HP) de energia elétrica emergir como a opção de eletrificação líder. No entanto, apesar dos sistemas de 400 volts terem surgido como a opção principal em junho, foi revelado em setembro que as discussões ainda não haviam alcançado qualquer forma de consenso, embora tenha sido acordado que os fabricantes poderiam construir seus próprios sistemas híbridos.

### Convergência DPi 2.0-LMH
Após o fim de semana "Super Sebring" 2019, que viu as 12 Horas de Sebring 2019 realizadas no mesmo fim de semana das 1000 Milhas de Sebring inaugurais, o CEO do WEC, Gerard Neveu, revelou a possibilidade de DPi ser incluído como parte dos regulamentos do "Hipercarro", com a integração do DPis depende dos níveis de desempenho de ambas as plataformas. Em 31 de julho de 2019, o CEO do Campeonato Mundial de Resistência da FIA, Gerard Neveu, revelou que um esforço ativo estava em andamento entre os departamentos técnicos da ACO e da IMSA para buscar metas de desempenho semelhantes entre o Hypercar e o DPi 2.0, o que permitiria que ambas as plataformas eventualmente se cruzassem e competissem de frente para a cabeça.
Em 11 de novembro de 2019, o único fabricante de LMP1 do WEC, Toyota, declarou que estaria aberto para integração DPi na classe superior do Campeonato Mundial de Resistência da FIA, na condição de não impedir o fabricante japonês de exibir sua tecnologia híbrida. Logo após o lançamento dos regulamentos técnicos do LMH, a McLaren anunciou que não consideraria um programa LMH e, em vez disso, pediu que o DPi fosse trazido para o WEC, com o CEO da McLaren Racing, Zak Brown, afirmando que um programa LMH era inviável para o fabricante britânico, pedindo uma redução acentuada nos custos. Ford e Porsche expressaram sentimentos semelhantes, pedindo convergência entre LMH e DPi.
Em 15 de janeiro de 2020, o presidente da Toyota Racing Development e gerente geral David Wilson expressou apoio à convergência entre as duas plataformas, afirmando que a convergência das 2 plataformas serviria como uma razão convincente para a Lexus lançar um programa DPi.

### LMDh
Em 24 de janeiro de 2020, antes das 24 horas de Daytona de 2020, uma conferência de imprensa conjunta ACO-IMSA foi realizada no Daytona International Speedway, onde ACO e IMSA anunciaram a nova classe LMDh, que substituirá a classe Daytona Prototype International. O LMDh foi planejado para ser apresentado pela primeira vez na Europa a partir de setembro de 2021, antes de sua estreia na América do Norte em 2022 no Rolex 24 de 2022 em Daytona.
Apesar dos planos iniciais de permitir que os fabricantes construam seus próprios sistemas híbridos, isso foi descartado no projeto de regulamentos de Le Mans Daytona h lançado em maio, em favor de um sistema híbrido de 50 cv de especificação. O projeto de regulamentos afirmava que um carro com peso de 1.030 kg, pico de 500 kW de potência combinada do motor e do sistema híbrido, um único pacote de carroceria, um único fornecedor de pneus, ao lado de um sistema global de equilíbrio de desempenho para equilibrar os carros LMDh e LMH. O sistema híbrido de caixa de câmbio será fornecido pela Xtrac com uma unidade geradora de motor integrada fornecida pela Bosch e baterias da Williams Advance Engineering. Os fornecedores de chassis serão Dallara, Ligier, Multimatic e Oreca.

## Entradas confirmadas
| Fabricante      | Modelo              | Motorização     | Foto | Chassis    | Ano    | Ref           |
| --------------- | ------------------- | --------------- | ---- | ---------- | ------ | ------------- |
| Acura           | Acura ARX-06        | V6 2.4 biturbo  |      | Oreca      | 2023 * | [ 23 ]        |
| BMW             | BMW M Hybrid V8     | V8 4.0 biturbo  |      | Dallara    | 2023   | [ 24 ]        |
| Cadillac        | Cadillac V-Series.R | V8 5.5 aspirado |      | Dallara    | 2023   | [ 25 ] [ 26 ] |
| Porsche         | Porsche 963         | V8 4.6 biturbo  |      | Multimatic | 2023   | [ 27 ] [ 28 ] |
| Alpine          | Alpine A424         | V6 3.4 turbo    |      | Oreca      | 2024 ‡ | [ 29 ] [ 30 ] |
| Lamborghini     | SC63                | V8 3.8 biturbo  |      | Ligier     | 2024 * | [ 31 ] [ 32 ] |
| Genesis/Hyundai | GMR-001             | V8 biturbo      |      | Oreca      | 2026   | [ 33 ] [ 34 ] |
| Ford            |                     |                 |      | Oreca      | 2027   | [ 35 ] [ 36 ] |
| McLaren         |                     |                 |      | Dallara    | 2027   | [ 37 ] [ 38 ] |

*Modelo não compete na temporada atual do Campeonato Mundial de Endurance da FIA (FIA World Endurance Championship).
‡Modelo não compete na temporada atual do IMSA SportsCar Champioship.